# Illadopsis puveli
Illadopsis puveli е вид птица от семейство Pellorneidae.

## Разпространение
Видът е разпространен в Бенин, Гамбия, Гана, Гвинея, Гвинея-Бисау, Камерун, Демократична република Конго, Кот д'Ивоар, Либерия, Мали, Нигерия, Сенегал, Сиера Леоне, Судан, Того, Уганда и Южен Судан.